# Dinamo Riga
Dinamo Riga byl profesionální lotyšský hokejový tým v Rize v Lotyšsku. Klub měl přidružený klub Hk Riga, který hrál Mládežnickou hokejovou ligu (MHL). V letech 2008 až 2022 klub hrával v KHL, z které odstoupil po ruské invazi na Ukrajinu. Po odchodu z KHL z týmu odešla většina hráčů i sponzorů, v sezóně 2022/2023 hrál tým v lotyšské hokejové lize, do další sezóny však již nenastoupil.

## Jednotlivé sezony
| Rusko (2008–2022)           |        |                                                                    |                   |
| Sezóny                      | Soutěž | Play off                                                           | Kapitán           |
| 2008/2009                   | KHL    | Osmifinále (prohra 0:3 na zápasy s HK Dynamo Moskva)               | Rodrigo Lavins    |
| 2009/2010                   | KHL    | Čtvrtfinále (prohra 1:4 na zápasy s HC MVD Balašicha)              | Sandis Ozoliņš    |
| 2010/2011                   | KHL    | Osmifinále (prohra 2:4 na zápasy s HK Dynamo Moskva)               | Sandis Ozoliņš    |
| 2011/2012                   | KHL    | Osmifinále (prohra 3:4 na zápasy s Torpedo Nižnij Novgorod)        | Sandis Ozoliņš    |
| 2012/2013                   | KHL    | Ne                                                                 | Guntis Galvins    |
| 2013/2014                   | KHL    | Osmifinále (prohra 3:4 na zápasy s HK Donbass Doněck)              | Sandis Ozoliņš    |
| 2014/2015                   | KHL    | Ne                                                                 | Georgijs Pujacs   |
| 2015/2016                   | KHL    | Ne                                                                 | Kristaps Sotnieks |
| 2016/2017                   | KHL    | Ne                                                                 | Gints Meija       |
| 2017/2018                   | KHL    | Ne                                                                 | Miks Indrasis     |
| 2018/2019                   | KHL    | Ne                                                                 | Lauris Darzins    |
| 2019/2020                   | KHL    | play off se nedohrálo do konce                                     | Lauris Darzins    |
| 2020/2021                   | KHL    | Ne                                                                 | Lauris Darzins    |
| 2021/2022                   | KHL    | klub po základní části odstoupil z důvodu ruské agrese na Ukrajině | Lauris Darzins    |
| Lotyšsko (2022 –)           |        |                                                                    |                   |
| Sezóny                      | Soutěž | Play off                                                           | Kapitán           |
| 2022/2023                   | OHL    | Semifinále (prohra 0:4 na zápasy s HK Zemgale/LLU)                 | Miķelis Rēdlihs   |
| Zdroj na Eliteprospects.com |        |                                                                    |                   |

## Češi a Slováci v týmu

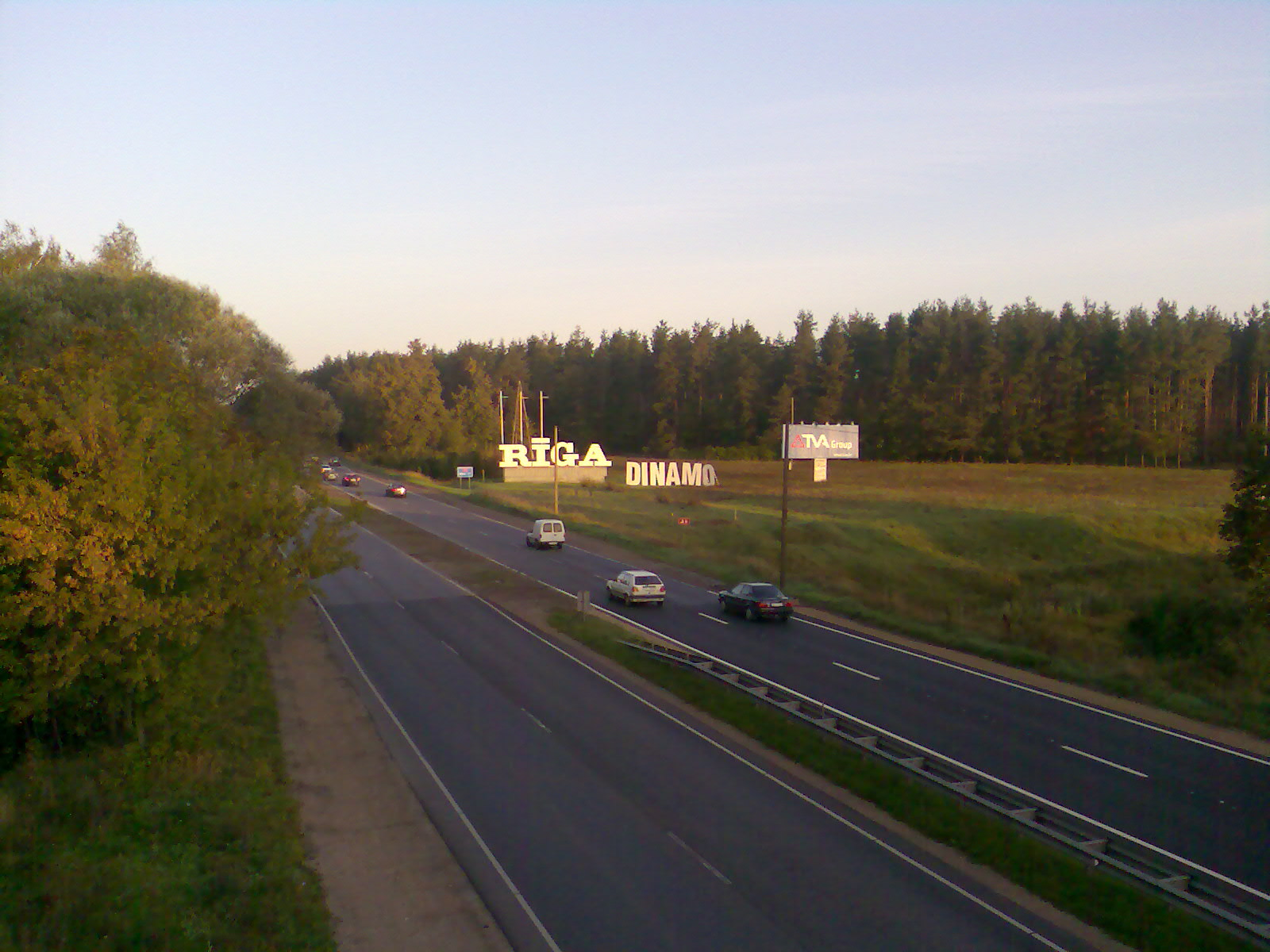
Reklamní poutač

| Ročník                                                                   | Hráči ČR                                                                  | Hráči SR                                                             | Link |
| ------------------------------------------------------------------------ | ------------------------------------------------------------------------- | -------------------------------------------------------------------- | ---- |
| 2008/2009                                                                | Martin Prusek, Filip Novák                                                | Marcel Hossa, Róbert Petrovický                                      |      |
| 2009/2010                                                                | Martin Prusek                                                             | Marcel Hossa, Róbert Petrovický                                      |      |
| 2010/2011                                                                | nikdo                                                                     | Juraj Mikúš, Róbert Petrovický, Tomáš Surový, Július Šupler (trenér) |      |
| 2011/2012                                                                | Jakub Šindel                                                              | Marcel Hossa                                                         |      |
| 2012/2013                                                                | nikdo                                                                     | nikdo                                                                |      |
| 2013/2014                                                                | Jakub Sedláček Vojtěch Polák - k 1.1.2014 HC Oceláři Třinec               | Marcel Hossa , Marcel Haščák                                         |      |
| 2014/2015                                                                | Jakub Sedláček                                                            | Marcel Hossa, Milan Jurčina                                          |      |
| 2015/2016                                                                | Jakub Sedláček, Tomáš Kundrátek od 21.12.2015 HC Slovan Bratislava        | nikdo                                                                |      |
| 2016/2017                                                                | Jakub Sedláček                                                            | nikdo                                                                |      |
| 2017/2018                                                                | nikdo                                                                     | nikdo                                                                |      |
| 2018/2019                                                                | nikdo                                                                     | nikdo                                                                |      |
| 2019/2020                                                                | Alexander Salák                                                           | Marek Ďaloga                                                         |      |
| 2020/2021                                                                | Ondřej Vitásek ukončeno angažmá k 23.12.2020 odchod do Bílí Tygři Liberec | nikdo                                                                |      |
| 2021/2022                                                                | Matěj Machovský - odchod do Sparta Praha, Rudolf Červený, Lukáš Radil     | Július Hudáček                                                       |      |
| 2022/2023                                                                | nikdo                                                                     | Dominik Matoňák                                                      |      |
| Češi - Zdroj na Eliteprospects.com Slováci - Zdroj na Eliteprospects.com |                                                                           |                                                                      |      |

## Dresy
| 2019–2020 | 2020–2021 |
|           |           |